# João Correia
João Miguel Da Silva Correia (10 februari 1975) is een Portugees voormalig wielrenner. 
Na zijn profcarrière werd hij zaakwaarnemer, hij verkreeg een licentie van 2012 tot en met 2015.

## Ploegen
- 2008- Bissell Pro Cycling (vanaf 1-7)
- 2009- Bissell Pro Cycling Team
- 2010- Cervélo Test Team

Appollonio · Bos · Cuesta · Correia · Deignan · Denifl · Florencio · Hammond · Haussler · Hoestov · Hunt · Hushovd  · King · Klier · Konovalovas · Lancaster · Lloyd · Novoa · Pujol · Rasch · Reimer · Rollin · Sastre · Tondó · Wyss · Teklehaimanot (stagiair) · Wetterhall (stagiair)